# Pierre de Petoskey

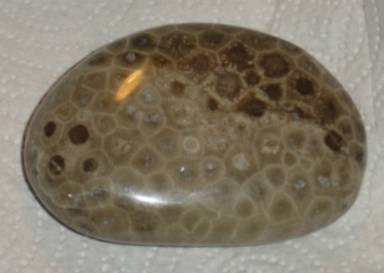
Une pierre de Petoskey.

Les pierres de Petoskey sont des fragments de calcaires, se présentant souvent sous forme de galets, contenant des coraux de l'espèce Hexagonaria percarinata appartenant à l'ordre éteint des Rugosa, d'âge dévonien.

## Formation
Ces galets ou blocs à bords émoussés se sont formés à la suite des glaciations quaternaires, lorsque la base des glaciers a arraché les roches du soubassement. Leurs bords rugueux ont été érodés par frottement lors de l’avancée du glacier vers le nord-ouest (ainsi que minoritairement le nord-est) de la péninsule inférieure du Michigan. Dans ces régions du Michigan, on retrouve aussi des affleurements de ces calcaires à colonies de coraux.
On retrouve des pierres de Petoskey au point de formation du gravier du Traverse Group, une formation géologique datant du Dévonien. Il s’agit de fragments d'un récif de corail, initialement déposés au cours de cette période. Quand elles sont sèches, les pierres ressemblent à du calcaire ordinaire, mais une fois mouillées ou polies (avec des techniques de lapidaires), le motif distinctif du fossile à six côtés apparaît. On le retrouve parfois employé comme élément de décoration pour ces motifs.
En 1965, la pierre de Petoskey devient la pierre officielle de l’état du Michigan.

## Étymologie
Le nom "Petoskey" vient d’un chef indien Ottawa, Pet-O-Sega, qui a donné son nom à la ville de Petoskey. Comme cette ville est le centre de la zone géographique de présence de ces fossiles, ils ont pris le nom de la ville, et du chef indien. Les pierres sont généralement trouvées sur les plages et dans le sable des dunes.
Selon la légende, Pet-O-Segay est le descendant d’un noble français négociant en fourrures, Antoine Carre et d’une princesse de la tribu Ottawa. Son nom signifie "soleil levant", "les rayons de l'aube" ou "rayons de soleil de la promesse". Il aurait été nommé ainsi d’après les rayons de soleil tombant sur son visage après sa naissance. En accord avec son nom prometteur, Petosegay devient à son tour un riche commerçant de fourrures, gagne beaucoup de terres et de reconnaissance pour lui et sa tribu. On rapporte son apparence saisissante et attrayante, et son très bon niveau d’anglais. Il épouse lui aussi une Ottawa, avec qui il a deux filles et huit garçons. Durant l'été 1873, quelques années avant sa mort, l’implantation d’une ville commence sur ses terres, le long de Little Traverse Bay. Les colons baptisent cette nouvelle ville Petoskey, une forme anglicisée de Petosegay.

## Emplacements
Les pierres de Petoskey se trouvent sur différentes plages du Michigan, ainsi qu’à l’intérieur des terres, avec une forte concentration dans les alentours de Petoskey et de Charlevoix. Le gel du lac Michigan en hiver pourrait causer l’érosion de ses berges par la glace, dévoilant ainsi à chaque printemps de nouveaux fossiles sur ses rives. On trouve également des fossiles semblables dans l’Iowa, l'Indiana, l'Illinois, l'Ohio, l’état de New York, le Canada, l'Allemagne, l'Angleterre, et même en Asie.
Le 23 septembre 2015, une pierre de Petoskey pesant 93 livres (46 kg) est découverte dans les eaux peu profondes du lac, près de Northport. En décembre 2015, le Ministère des Ressources Naturelles du Michigan annonce confisquer la pierre, en vertu d'une loi de l'état qui n'autorise pas le prélèvement de plus de 25 livres (11 kg) de matériaux provenant des terres de l'état.
On utilise parfois les pierres de Petoskey comme pierres d’ornement.

## Galerie de photos

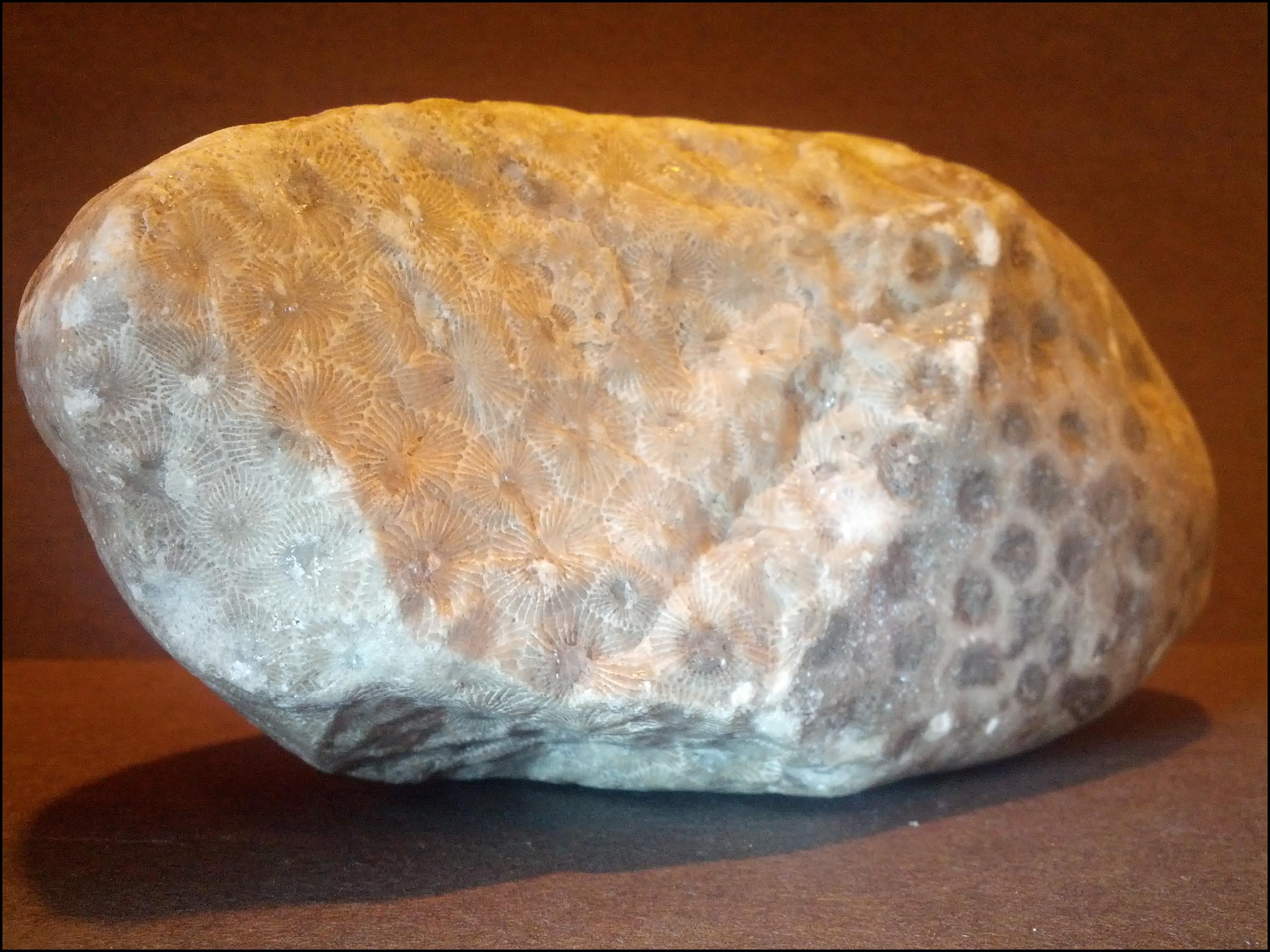
Pierre de Petoskey brute (environ 14 cm de long).
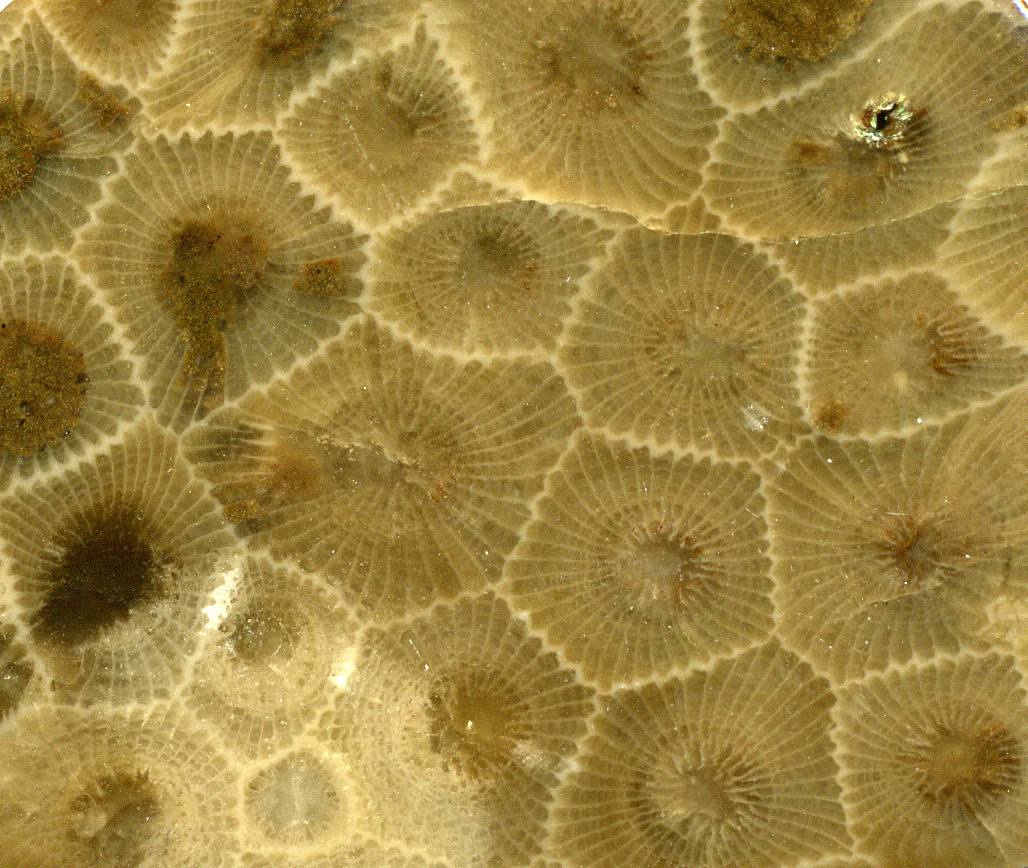
Gros plan d’un fossile (environ 4 cm).
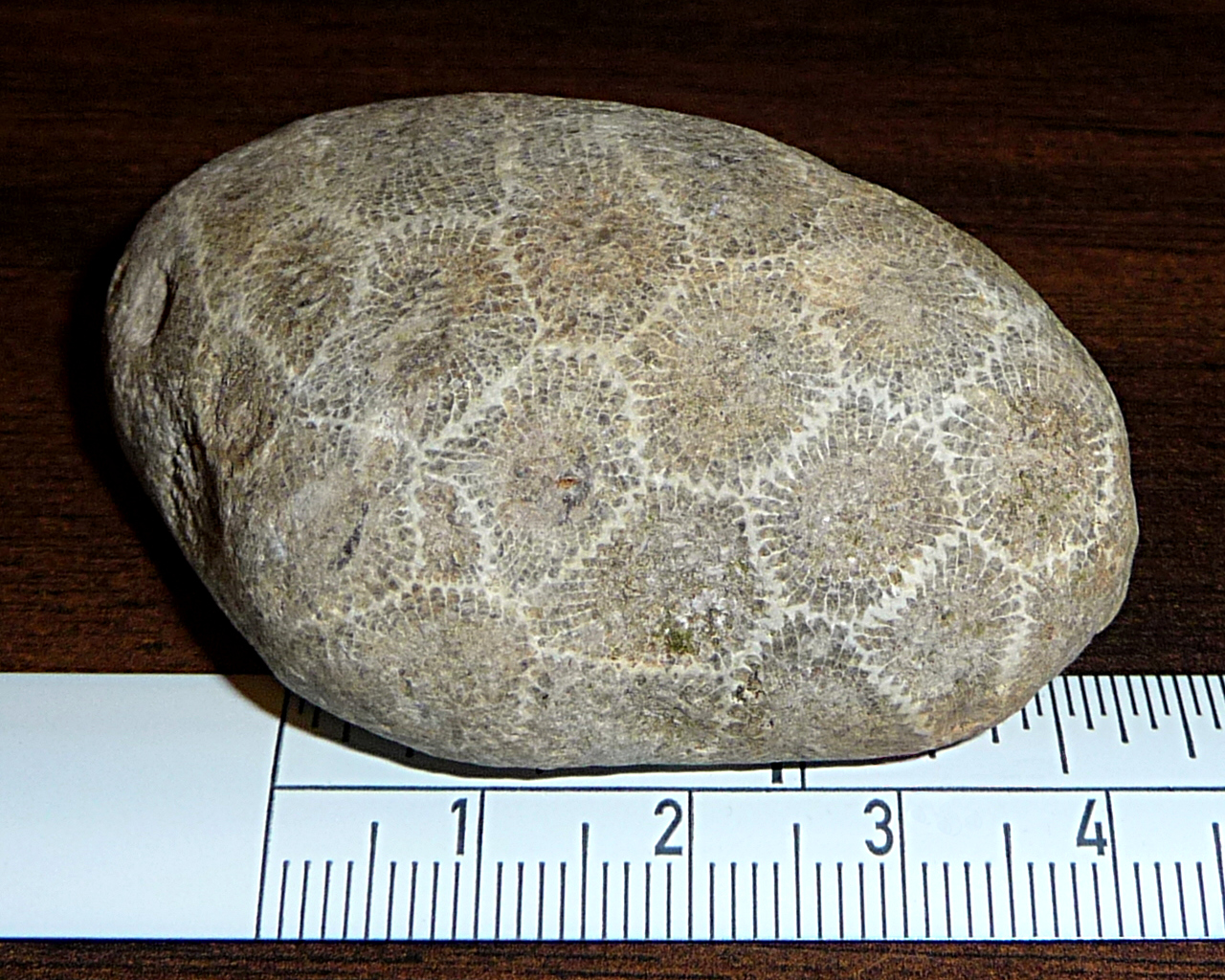
Pierre brute (échelle en cm).